# John J. Kelley
John J. Kelley (John Joseph „Johnny“ Kelley; * 24. Dezember 1930 in Norwich, Connecticut; † 21. August 2011 in North Stonington, Connecticut) war ein US-amerikanischer Marathonläufer.

## Karriere
Von 1956 bis 1963 wurde er achtmal in Folge als Sieger des Yonkers-Marathon US-Meister.
Bei den Olympischen Spielen 1956 in Melbourne kam er auf den 21. Platz. Im Jahr darauf siegte er beim Boston-Marathon, wo er im Jahr zuvor Zweiter geworden war (in 2:14:33 h auf einem 1,1 km zu kurzen Kurs), mit seiner persönlichen Bestzeit von 2:20:05 h. Nachdem er 1958 und 1959 erneut Zweiter in Boston geworden war, siegte er bei den Panamerikanischen Spielen 1959 in Chicago.
1960 in Rom belegte er bei seiner zweiten Olympiateilnahme den 19. Rang. 1961 wurde er Zweiter in Boston und kanadischer Meister. Drei weitere Male konnte er sich in Boston in den Top Ten platzieren: 1962 wurde er Vierter, 1963 Zweiter und 1964 Siebter.
Insgesamt startete er 32-mal in Boston und erreichte 31-mal das Ziel, zuletzt 1992 als 61-Jähriger.
John J. Kelley arbeitete als Lehrer an einer High School in Groton. Er war außerdem als Trainer tätig und entdeckte Amby Burfoot, den Boston-Sieger von 1968. Später war als Taxifahrer und freier Autor tätig, war Co-Autor einer Biografie über Jock Semple, den ehemaligen Renndirektor des Boston-Marathons, und eröffnete 1980 mit seiner Ehefrau Jacintha ein Sportgeschäft in seinem Wohnort Mystic. 2002 wurde er in die National Distance Running Hall of Fame aufgenommen. Kelley starb an einem Melanom, das Metastasen in seiner Lunge gebildet hatte. Er hinterließ drei Töchter und acht Enkelkinder (seine Ehefrau war 2003 gestorben). Sein Grab befindet sich auf dem Elm Grove Cemetery in Mystic.
Er wird oft als The Younger bezeichnet, um ihn von Johnny Kelley (The Elder) zu unterscheiden, der 1935 und 1945 in Boston gewonnen hatte.

## Veröffentlichungen
- mit Jock Semple & Tom Murphy: Just Call Me Jock: The Story of Jock Semple, Boston’s Mr. Marathon. Waterford Publishing, 1981, ISBN 0-942052-01-3